# 은밀한 가족
《은밀한 가족》(영어: Miss Violence)은 2013년 공개된 그리스의 영화이다.

## 출연

### 주연
- 테미스 파누
- 레니 피타키
- 엘레니 로시누
- 코스타스 안탈로풀로스

### 조연
- 이오타 페스타
- 기오르고스 게론티다키스-셈페타데리스